# Ullaksjön
Ullaksjön är en sjö i Arjeplogs kommun i Lappland och ingår i Skellefteälvens huvudavrinningsområde. Sjön har en area på 2,56 kvadratkilometer och ligger 420 meter över havet.

## Delavrinningsområde
Ullaksjön ingår i det delavrinningsområde (733416-158612) som SMHI kallar för Utloppet av Ullaksjön. Medelhöjden är 478 meter över havet och ytan är 23,21 kvadratkilometer. Det finns inga avrinningsområden uppströms utan avrinningsområdet är högsta punkten. Vattendraget som avvattnar avrinningsområdet har biflödesordning 2, vilket innebär att vattnet flödar genom totalt 2 vattendrag innan det når havet efter 261 kilometer. Avrinningsområdet består mestadels av skog (76 procent). Avrinningsområdet har 3,36 kvadratkilometer vattenytor vilket ger det en sjöprocent på 14,4 procent.